# 25472 Joanoro
25472 Joanoro è un asteroide della fascia principale. Scoperto nel 1999, presenta un'orbita caratterizzata da un semiasse maggiore pari a 2,5905963 UA e da un'eccentricità di 0,1093618, inclinata di 12,00338° rispetto all'eclittica.